# Marburg Open
Il Marburg Open è stato un torneo professionistico di tennis giocato sulla terra rossa che faceva parte dell'ATP Challenger Tour. Si è giocato annualmente dal 2008 al 2018 al TV 1965 Marburg di Marburgo in Germania; le prime due edizioni facevano parte dell'ITF Men's Circuit. Il torneo è stato sostituito nel 2019 dal Ludwigshafen Challenger.

## Albo d'oro

### Singolare
| Anno | Campione             | Finalista             | Punteggio        |
| ---- | -------------------- | --------------------- | ---------------- |
| 2018 | Juan Ignacio Londero | Hugo Dellien          | 3–6, 7–5, 6–4    |
| 2017 | Filip Krajinović     | Cedrik-Marcel Stebe   | 6–2, 6–3         |
| 2016 | Jan Šátral           | Marco Trungelliti     | 6–2, 6–4         |
| 2015 | Íñigo Cervantes      | Nils Langer           | 2–6, 7–6(3), 6–3 |
| 2014 | Horacio Zeballos     | Thiemo de Bakker      | 3–6, 6–3, 6–3    |
| 2013 | Andrej Golubev       | Diego Schwartzman     | 6–1, 6–3         |
| 2012 | Jan Hájek            | Andreas Haider-Maurer | 6–2, 6–2         |
| 2011 | Björn Phau           | Jan Hájek             | 6–4, 2–6, 6–3    |
| 2010 | Simone Vagnozzi      | Ivo Minář             | 2–6, 6–3, 7–5    |
| 2009 | Nils Langer          | Éric Prodon           | 6–1, 4–6, 6–4    |
| 2008 | Matteo Marrai        | David Novak           | 1–6, 7–5, 6–2    |

### Doppio
| Anno | Campioni                            | Finalisti                             | Punteggio        |
| ---- | ----------------------------------- | ------------------------------------- | ---------------- |
| 2018 | Fabrício Neis David Vega Hernández  | Henri Laaksonen Luca Margaroli        | 4–6, 6–4, [10–8] |
| 2017 | Máximo González Fabrício Neis       | Rameez Junaid Ruan Roelofse           | 6–3, 7–6(4)      |
| 2016 | James Cerretani Philipp Oswald      | Miguel Ángel Reyes Varela Max Schnur  | 6–3, 6–2         |
| 2015 | Wesley Koolhof Matwé Middelkoop     | Tobias Kamke Simon Stadler            | 6–1, 7–5         |
| 2014 | Jaroslav Pospíšil Franko Škugor     | Diego Schwartzman Horacio Zeballos    | 6–4, 6–4         |
| 2013 | Andrej Golubev Evgenij Korolëv      | Jesse Huta Galung Jordan Kerr         | 6–3, 1–6, [10–6] |
| 2012 | Mateusz Kowalczyk David Škoch       | Denis Matsukevich Miša Zverev         | 6–2, 6–1         |
| 2011 | Federico Delbonis Horacio Zeballos  | Martin Emmrich Björn Phau             | 7–6(3), 6–2      |
| 2010 | Matthias Bachinger Denis Gremelmayr | Guillermo Olaso Grega Žemlja          | 6–4, 6–4         |
| 2009 | Bastian Knittel Sebastian Rieschick | Evgenij Kirillov Denis Macukevič      | 6–3, 7–6(2)      |
| 2008 | Roman Jebavý David Novak            | Oscar Burrieza-Lopez Nikolai Nesterov | 6–4, 6–2         |